# جايسون بيتس (لاعب كرة قاعدة)
جايسون بيتس (بالإنجليزية: Jason Bates)‏ هو لاعب كرة قاعدة أمريكي، ولد في 5 يناير 1971 في داوني في الولايات المتحدة.

## وصلات خارجية
- جايسون بيتس على موقعبيزبول رفرنس.كوم (الدوري الرئيسي) (الإنجليزية)